# Peter Sandvang
Peter Sandvang, né le 24 juin 1968 à Hillerød, est un triathlète professionnel danois, triple champion du monde de triathlon longue distance en 1999, 2000 et 2001.

## Palmarès
Le tableau présente les résultats les plus significatifs (podium) obtenus sur le circuit international de triathlon depuis 1997,.
| Année | Compétition                          | Pays             | Position           | Temps           |
| ----- | ------------------------------------ | ---------------- | ------------------ | --------------- |
| 2002  | Ironman Lanzarote                    | Espagne          | Médaille d'or      | 8 h 48 min 44 s |
| 2002  | St. Croix Triathlon                  | États-Unis       | Médaille de bronze | Timing          |
| 2001  | Championnat du monde longue distance | Danemark         | Médaille d'or      | 8 h 24 min 17 s |
| 2001  | Ironman Nouvelle-Zélande             | Nouvelle-Zélande | Médaille d'argent  | 8 h 25 min 49 s |
| 2001  | St. Croix Triathlon                  | États-Unis       | Médaille d'argent  | Timing          |
| 2000  | Championnat du monde longue distance | France           | Médaille d'or      | 6 h 22 min 0 s  |
| 2000  | St. Croix Triathlon                  | États-Unis       | Médaille de bronze | Timing          |
| 2000  | Ironman France                       | France           | Médaille d'or      | 6 h 22 min 0 s  |
| 1999  | Championnat du monde longue distance | Suède            | Médaille d'or      | 5 h 44 min 4 s  |
| 1999  | St. Croix Triathlon                  | États-Unis       | Médaille d'argent  | Timing          |
| 1998  | Championnat du monde longue distance | Japon            | Médaille de bronze | 5 h 52 min 33 s |
| 1998  | Ironman Nouvelle-Zélande             | Nouvelle-Zélande | Médaille d'or      | 8 h 46 min 1 s  |
| 1998  | St. Croix Triathlon                  | États-Unis       | Médaille d'argent  | Timing          |
| 1997  | Championnat d'Europe longue distance | Danemark         | Médaille d'or      | 8 h 19 min 31 s |